# Afrotettix gariepensis
Afrotettix gariepensis is een rechtvleugelig insect uit de familie Lentulidae. De wetenschappelijke naam van deze soort is voor het eerst geldig gepubliceerd in 1970 door Brown.